# Stimmung in Rot
Stimmung in Rot (Halbakt) ist ein Gemälde des deutschen Malers Lovis Corinth aus dem Jahr 1909. Das Bild zeigt einen weiblichen Halbakt und befindet sich derzeit in Privatbesitz.

## Bildbeschreibung
Das Werkverzeichnis der Gemälde von Charlotte Berend-Corinth beschreibt das Bild knapp als „Weiblicher Halbakt mit rotem Tuch vor rötlichem Hintergrund“. Es zeigt eine auf einem Stuhl sitzende Frau mit entblößtem Körper in Frontalansicht, wobei der Körper im Bereich der Oberschenkel beschnitten ist. Der Körper wird dabei teilweise von einem durchsichtigen roten Tuch umschlossen, das als Schleier vom Kopf herabfällt, den gesamten Oberkörper und Bauch freigibt und sich auf dem Schoß der Frau schließt. Das Gesicht ist nach rechts, zur vom Betrachter linken Seite, abgewendet, der linke Arm ist erhoben und liegt mit gespreizten Fingern auf der Schläfe der Porträtierten und fixiert dort das Tuch. Der rechte Oberarm liegt am Körper an, der Unterarm ist angewinkelt und abgespreizt und die Hand hält hier ebenfalls den Schleier und verhindert damit, dass er über den Oberkörper fällt. Die braune Stuhllehne bildet im unteren Bereich eine Linie mit der Hüfte der Frau und dem unteren, grauen Bereich der Wand. Oberhalb dieses Bereichs ist der Hintergrund rot mit einem Muster gestaltet.
Das Bild ist am unteren linken Bildrand mit schwarzer Farbe signiert mit dem Namen des Malers und der Jahreszahl Lovis Corinth/ 1909.

## Deutung
Das Bild Stimmung in Rot wird in der Bildbeschreibung des Auktionshauses Lempertz als „einer jener Akte von freizügiger Sinnlichkeit, wie sie besonders für das Werk Corinths charakteristisch sind“ beschrieben: 

„Vor einem warmen rottonigen Bildgrund, dessen Dekor orientalisch anmutet, ist die weibliche Figur prominent und dramatisch in Szene gesetzt. Umschlungen von einem dünnen, transparenten Gazeschleier, enthüllt die Frau lächelnd wie halb abgewandt in theatralischem Gestus ihren Oberkörper – Assoziationen von römischen Vestalinnen, exotischen Tänzerinnen oder von zeitgenössischer Ausdruckskunst à la Wigman, Palucca oder Tilla Durieux drängen sich auf. So wird ein Spiel von Ver- und Enthüllung des meisterlich in delikaten Tönen prachtvoll charakterisierten Inkarnats geboten, bei dem dem Bildbetrachter die Rolle des Voyeurs zukommt, ein Spiel auch, das changiert zwischen den Erwartungen einer bourgoisen Epoche an ein erotisches Thema und der kraftvollen neuen Malerei wie sie Corinth vertrat.“

## Entstehung, Ausstellungen und Provenienz
Das Bild Stimmung in Rot wurde nach Angaben von Charlotte Berend-Corinth in Berlin gemalt. Es wurde erstmals in der Berliner Secession im Jahr 1913 als Bild Nr. 148 und anschließend 1917 von der Kestner-Gesellschaft in Hannover im Rahmen einer Sonderausstellung zu Lovis Corinth (Gemälde, Zeichnungen, Graphik) ausgestellt. 2006 war das Bild Bestandteil der Ausstellung Körper, Gesicht, Seele, Frauenbilder vom 16. bis ins 21. Jahrhundert im Leopold Museum in Wien.
Das Bild befand sich anfänglich im Besitz von Henry B. Simms in Hamburg und ging später in die Sammlung Georg Schäfer in Schweinfurt über. Anschließend gelangte es in die Sammlung von Rudolf Leopold in Wien. Am 3. Dezember 2010 wurde das Bild im Auktionshaus Lempertz in Köln als Lot 11 versteigert, wobei ein Auktionsergebnis zwischen 200.000 und 250.000 Euro angestrebt wurde.

## Belege
1. 1 2 3  Charlotte Berend-Corinth: Lovis Corinth: Die Gemälde. Neu bearbeitet von Béatrice Hernad. Bruckmann Verlag, München 1992; BC 405, S. 115. ISBN 3-7654-2566-4.
2. 1 2 3 4 5  Bildbeschreibung (Seite nicht mehr abrufbar, festgestellt im Mai 2019. Suche in Webarchiven)  Info: Der Link wurde automatisch als defekt markiert. Bitte prüfe den Link gemäß Anleitung und entferne dann diesen Hinweis. zur Auktion im Auktionshaus Lempertz.